# عزیزآباد (ساوه)
عزیزآباد (ساوه)، روستایی از توابع بخش مرکزی شهرستان ساوه در استان مرکزی ایران است.که به علت نبود امکاناتی مانند گاز و اینترنت بسیاری از ساکنین خود را از دست داده است

## جمعیت
این روستا در دهستان شاهسون‌کندی قرار دارد و براساس سرشماری مرکز آمار ایران در سال ۱۳۸۵، جمعیت آن ۴۰ نفر (۱۱خانوار) بوده‌است.